# Philophylla rufescens
Philophylla rufescens är en tvåvingeart som först beskrevs av Friedrich Georg Hendel 1915.  Philophylla rufescens ingår i släktet Philophylla och familjen borrflugor.
Artens utbredningsområde är Taiwan. Inga underarter finns listade i Catalogue of Life.